# L'École des cocottes (film, 1935)
Pour les articles homonymes, voir L'École des cocottes.
Pour plus de détails, voir Fiche technique et Distribution.
L'École des cocottes est un film français réalisé par Pierre Colombier, sorti en 1935.

## Synopsis
Ginette est une couturière gaie et naïve de Montmartre qui vit avec son petit ami musicien. Alors que sa vie est précaire, elle tombe sous la coupe d'un professeur de bonnes manières, Stanislas de la Ferronnière, qu'elle a rencontré. Elle devient aussitôt sa « cocotte » mais elle comprend très vite que l'ascension sociale et la célébrité ne riment pas avec bonheur. Elle regrette sa vie d'antan dans la pauvreté mais elle était heureuse.

## Fiche technique
- Titre : L'École des cocottes
- Réalisation : Pierre Colombier
- Scénario : Paul Armont, Marcel Gerbidon, d'après leur pièce
- Décors : Jacques Colombier
- Photographie : Charlie Bauer et Michel Kelber
- Pays de production : France
- Société de production : Pathé-Nathan
- Société de distribution : Pathé Distribution
- Format : Noir et blanc -  Son mono - 1,37:1
- Date de sortie : 
  - France : 27 septembre 1935

Sources : Ciné-ressources et IMDb

## Distribution
- Raimu : Labaume
- André Lefaur : Stanislas de la Ferronnière
- Renée Saint-Cyr : Ginette
- Henry Roussel : Racinet
- Jean Marconi : Robert
- Pauline Carton : Mme Bernoux
- Madeleine Suffel : Amélie
- Andrée Doria
- Ginette Leclerc
- Auguste Mouriès
- Georges Tréville
- Gabrielle Fontan